# Metabisolfito di potassio
Il metabisolfito di potassio (K2S2O5), noto anche come pirosolfito o disolfito di potassio, è il sale di potassio derivato dall'acido disolforoso. Si presenta come una polvere cristallina bianca, dal debolo odore caratteristico dovuto al rilascio di anidride solforosa (SO₂), altamente solubile in acqua.
Il composto si decompone a circa 150‑190 °C liberando SO2 e formando solfito di potassio (K2SO3). È classificato come irritante: l’inalazione può causare irritazione delle vie respiratorie, cefalea e nausea; il contatto con pelle o occhi può provocare reazioni locali.
In ambito alimentare è utilizzato come additivo alimentare con la sigla E224 ed è soggetto a limiti d’uso stabiliti dalla normativa europea. Può causare reazioni allergiche nei soggetti sensibili ai solfiti e agisce come inibitore dell’enzima polifenol ossidasi, rallentando l’imbrunimento enzimatico in alimenti come frutta e verdura.

## Usi principali
Il metabisolfito di potassio è ampiamente impiegato in enologia e nell’industria alimentare grazie alla sua capacità di liberare anidride solforosa (SO₂). In vino e mosto agisce come conservante antimicrobico, prevenendo fermentazioni spontanee e contaminazioni microbiche, e svolge un’importante funzione antiossidante, contribuendo a preservare colore, aroma e sapore del prodotto. Viene inoltre utilizzato per la sanificazione delle attrezzature vinicole, tramite soluzioni a base di SO₂ che non richiedono risciacquo.
Trova applicazione anche nella birrificazione, dove può essere utilizzato per rimuovere cloro e clorammine dall’acqua, e come conservante in succhi di frutta, frutta secca e altri alimenti, grazie alla sua azione antiossidante e antimicrobica.

## Usi secondari
Il metabisolfito di potassio trova impiego anche nella raffinazione dell'oro: aggiunto a una soluzione di acido cloroaurico, provoca la riduzione dello ione Au³⁺ ad oro metallico, con precipitazione di microparticelle di oro puro (24 carati).
In laboratorio può essere utilizzato come fonte di anidride solforosa, che si libera a seguito di reazione con soluzioni debolmente acide.
Trova inoltre applicazione in fotografia analogica, come componente delle soluzioni di bagno di fissaggio, necessarie per rimuovere i sali d’argento non sviluppati dalla pellicola.
In commercio sono disponibili anche le cosiddette compresse Campden o altri nomi commerciali simili, contenenti metabisolfito (potassico o sodico), utilizzate da hobbisti e produttori per dosaggi controllati nella vinificazione e nella preparazione di sidro o birra.